# Tetraclea coulteri
Tetraclea coulteri là một loài thực vật có hoa trong họ Hoa môi. Loài này được (A.Gray) Govaerts mô tả khoa học đầu tiên năm 1999. 